# Bathycamptus eckmani
Bathycamptus eckmani är en kräftdjursart som beskrevs av Rony Huys och David Everett Thistle 1989. Bathycamptus eckmani ingår i släktet Bathycamptus och familjen Canthocamptidae. Inga underarter finns listade i Catalogue of Life.